# Ramopia
Ramopia phát âm /rəˈmoʊpiə/ là một chi bướm đêm thuộc họ Erebidae.